# Jacques Thyraud
Jacques Thyraud, né le 2 juin 1925 à Romorantin (Loir-et-Cher) et mort le 16 mai 2005 à Monaco, est un homme politique français.

## Biographie
Il est licencié en droit.
Il devient président de la CNIL de 1979 à 1983, puis devient vice-président.

## Détail des fonctions et des mandats
Mandats locaux
- 1959 - 1965 : Maire de Romorantin
- 1965 - 1971 : Maire de Romorantin
- 1971 - 1977 : Maire de Romorantin puis de Romorantin-Lanthenay
- 1977 - 1983 : Maire de Romorantin-Lanthenay
- 1983 - 1985 : Maire de Romorantin-Lanthenay
- 1961 - 1967 : Conseiller général du Canton de Romorantin

Mandats parlementaires
- 22 septembre 1974 - 25 septembre 1983 : Sénateur de Loir-et-Cher
- 25 septembre 1983 - 1er octobre 1992 : Sénateur de Loir-et-Cher

Autres fonctions
- 1979 - 1983 : Président de la Commission nationale de l'informatique et des libertés
- Conseiller d'État en service extraordinaire après novembre 1992